# ATP Challenger Iquique
Das ATP Challenger Iquique (offiziell: Challenger ATP de Iquique) war ein Tennisturnier, das 2009 in Iquique stattfand. Es gehörte zur ATP Challenger Tour und wurde im Freien auf Sand gespielt.

## Liste der Sieger

### Einzel
| Jahr | Sieger          | Finalgegner          | Ergebnis |
| ---- | --------------- | -------------------- | -------- |
| 2009 | Máximo González | Guillermo Hormazábal | 6:4, 6:4 |

### Doppel
| Jahr | Sieger                            | Finalgegner                   | Ergebnis |
| ---- | --------------------------------- | ----------------------------- | -------- |
| 2009 | Johan Brunström Jean-Julien Rojer | Pablo Cuevas Horacio Zeballos | 6:3, 6:4 |